# Zefati
Zefati (lit. salgado), também chamado Safad ou Safed, é um tipo de queijo fabricado no Oriente Médio, assemelha-se ao queijo grego tipo feta.